# Bayern de Múnich II
El Bayern Múnich II (Fußball-Club Bayern München e.V., en idioma alemán y oficialmente, o Bayern München II de manera abreviada) es el filial del Bayern Múnich, entidad deportiva de la ciudad de Múnich, Alemania, que participa en la Regionalliga, la cuarta división del fútbol alemán. Disputa sus partidos como local en el Grünwalder Stadion, antigua casa del Bayern Múnich, el cual cuenta con una capacidad de 12 500 espectadores.
El equipo está destinado a ser uno de los escalones entre el Bayern Múnich Junior y el primer equipo, y por lo general se compone de jóvenes promesas entre las edades de 18 y 23 años.
El Bayern Múnich II ha hecho varias apariciones en la Copa de Alemania. La primera fue en 1976-77 cuando fue eliminada en cuarta ronda por el primer equipo tras perder 5:3. Su última aparición en copa fue en la 2004-05 cuando alcanzaron los cuartos de final, pero a partir de 2008, a los equipos reservas no se les permitió jugar.
En 1983 y 1987, el Bayern Múnich II avanzó a la final de la Copa Nacional de Aficionados donde perdieron 0:2 ante el FC Homburgo, y 1:4 ante el MSV Duisburgo respectivamente.

## Historia
La primera aparición del equipo en la liga superior de fútbol de Baviera (Grupo Sur de la Amateurliga Bayern), llegó en 1956 cuando quedó 2° en la 2. Amateurliga Bayern y avanzó a través de la ronda de promoción. Después de terminar su primera temporada en esa liga, donde se ubicó en la mitad de la tabla, terminó en 1957 y 1958 como subcampeón, dos puntos por detrás de su rival local el FC Wacker Múnich. Se repitió este logro en la temporada 1960-61, esta vez detrás del 1860 Múnich II. En 1963 la Amateurliga Bayern fue reunida y pasó a llamarse Regionalliga Süd (II), ahora como la segunda categoría en la región sur de Alemania, mientras que la Amateurliga continuó como tercera categoría. Por debajo de la Bayernliga nacieron tres Landesligas, donde sus campeones eran inmediatamente promovidos. Fue así como el Bayern Amateur descendió, y terminó en la Landesliga Bayern-Süd.
Al equipo le tomó cuatro temporadas para volver a la Bayernliga, tras ganar la promoción en 1966-67. El Bayern comenzó bien en la liga llegando 4° en su primera temporada, pero luego volvió a descender en 1971. Esta vez al equipo solo le tomó dos temporadas para volver a la división, logrando un campeonato en 1973.
Para la próxima temporada sería miembro de la Bayernliga, sin embargo, en todas las temporadas allí, el equipo nunca pudo ganar la liga. Igualmente el equipo no podía acceder a una división superior al ser un equipo reserva.
El equipo tuvo algunas malas temporadas, estando relativamente cerca el descenso solo una vez, en 1982. Logró tres subcampeonatos en 1983, 1984 y 1987 y, en general siempre se situaba en la parte superior de la tabla.
En 1994, con la introducción de la Regionalliga Süd, el equipo se clasificó cómodamente. Iba a ser un miembro de largo plazo en esta liga, hasta que en 2008 se formó la 3. Liga. El Bayern ganaría su primer título de liga en más de 30 años cuando ganó la Regionalliga en 2004. Siendo ya miembro de la 3. Liga, la división más alta a la que se le permite participar a un equipo de reserva, tuvo que quedarse en este nivel. En 2005, todas los equipos de reserva de los clubes de la 1. Bundesliga y 2. Bundesliga, cambiaron su nombre de Amateur a II, es decir, el Bayern Múnich Amateur se convirtió en el Bayern Múnich II.
En 2008, el equipo ganó nuevamente el ascenso a la 3. Liga, terminando 8°. El club jugó en este nivel durante tres temporadas antes de sufrir el descenso a la Regionalliga en 2010-11. Fue la primera vez desde 1973 que el equipo no iba a jugar en la tercera división, y también significó el final de Hermann Gerland como el entrenador del equipo.
Después de llegar segundo en la Regionalliga Bayern en la temporada en 2012-13, el equipo ganó la liga el año siguiente. En la ronda de promoción a la 3. Liga, perdieron en dos partidos contra los campeones de la Regionalliga West, el Fortuna Colonia.
En la temporada 2018-19 el equipo asciende de Regionalliga Bayern al ocupar la primera posición a la 3. Liga, la liga más alta que un equipo filial puede disputar.
En la temporada 2019-20 fue campeón de la 3. Liga, siendo así el primer equipo filial en ganar el torneo de tercera división.
En la temporada 2020-21 el equipo desciende a la Regionalliga tras dos temporadas en la 3.Liga en la que fue campeón en la temporada 2019-20.

## Estadio
El Bayern Múnich II disputa sus partidos en el Grünwalder Stadion, el cual es un estadio de usos múltiples en Múnich, Alemania que posee un aforo de 12 500 espectadores.
Fue construido el 21 de mayo de 1911 y fue el estadio del TSV 1860 Múnich hasta 1995. Su rival, el Bayern Múnich también jugó en el estadio desde 1926 hasta 1972, cuando se mudaron al nuevo Olympiastadion en 1972. En la temporada 2012-13, el Bayern Múnich II se trasladó al Sportpark Heimstetten, sede del SV Heimstetten, a causa de la renovación del Grünwalder Stadion.

## Entrenadores
Entrenadores recientes del club:

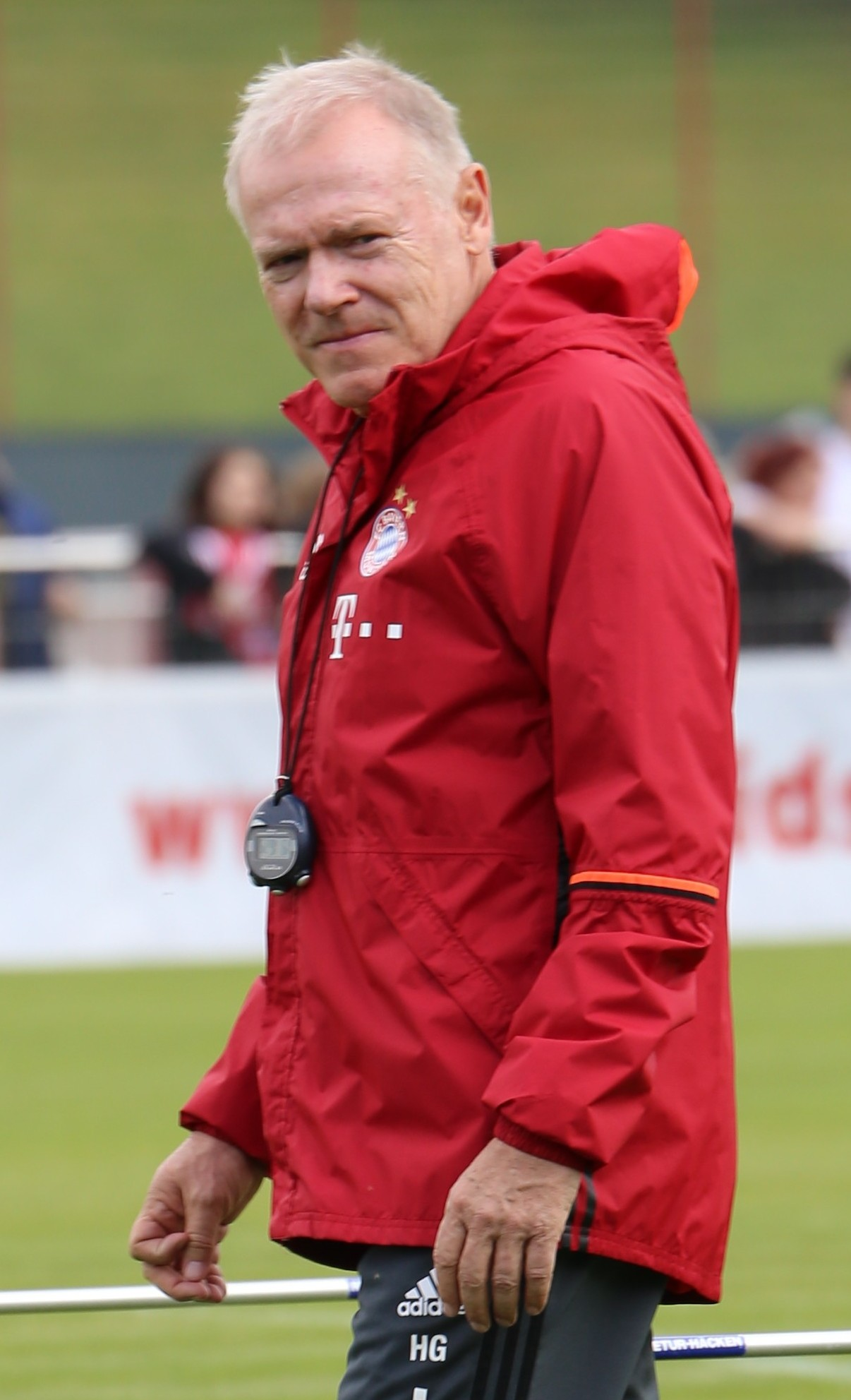
Hermann Gerland ha sido tres veces el entrenador del Bayern Múnich II.

- Heinz Lettl (1 de julio de 1973 – 30 de junio de 1974)
- Werner Kern (1 de julio de 1976 – 31 de mayo de 1977)
- Fritz Bischoff (1 de julio de 1986 – 30 de junio de 1987)
- Hans-Dieter Schmidt (1 de julio de 1987 – 30 de junio de 1989)
- Fritz Bischoff (1 de julio de 1989 – 30 de junio de 1990)
- Wolf Werner (1 de julio de 1990 – 30 de junio de 1992)
- Hermann Gerland (1 de julio de 1991 – 30 de junio de 1995)
- Rainer Ulrich (1 de julio de 1995 – 30 de junio de 1998)
- Udo Bassemir (1 de julio de 1998 – 28 de marzo de 2001)
- Kurt Niedermayer (29 de marzo de 2001 – 30 de junio de 2001)
- Hermann Gerland (1 de julio de 2001 – 26 de abril de 2009)
- Mehmet Scholl (27 de abril de 2009 – 30 de junio de 2010)
- Hermann Gerland (1 de julio de 2010 – 13 de abril de 2011)
- Rainer Ulrich (13 de abril de 2011 – 30 de junio de 2011)
- Andries Jonker (1 de julio de 2011 – 30 de junio de 2012)
- Mehmet Scholl (1 de julio de 2012 – 30 de junio de 2013)
- Erik ten Hag (1 de julio de 2013 – 30 de junio de 2015)
- Heiko Vogel (1 de julio de 2015 – 21 de marzo de 2017)
- Danny Schwarz (21 de marzo de 2017 – 30 de junio de 2017)
- Tim Walter (1 de julio de 2017 – 30 de junio de 2018)
- Holger Seitz (1 de julio de 2018 – 30 de junio de 2019)
- Sebastian Hoeneß (1 de julio de 2019 – 26 de julio de 2020)
- Holger Seitz (25 de agosto de 2020 – 4 de abril de 2021)
- Danny Schwarz (4 de abril de 2021 – 30 de junio de 2021)
- Martín Demichelis (4 de abril de 2021 – 13 de septiembre de 2022)
- Holger Seitz (Septiembre de 2022 – presente)

## Palmarés

### Liga
- Campeonato alemán de fútbol de aficionados
  - Subcampeón: (2) 1983, 1987
- Amateurliga Südbayern (III)
  - Subcampeón: (2) 1958, 1961
- Amateur Oberliga Bayern (III)
  - Subcampeón: (3) 1983, 1984, 1987
- Regionalliga Süd (III)
  - Campeón: 2004
- 2nd Amateurliga Oberbayern A (IV)
  - Campeón: 1956
- Landesliga Bayern-Süd (IV)
  - Campeón: (2) 1967, 1973
- Regionalliga Bayern (IV)
  - Campeón (2): 2014, 2019
  - Subcampeón: (2) 2013, 2015
- 3. Liga
  - Campeón: (1) 2020

### Copa
- Copa de Baviera
  - Campeón: 2002
- Oberbayern Cup
  - Campeón: (3) 1995, 2001, 2002

### Internacional
- IFA Shield
  - Campeón: 2005